# 17162 Nithinkavi
A 17162 Nithinkavi (ideiglenes jelöléssel (17162) 1999 LX13) a Naprendszer kisbolygóövében található aszteroida. A LINEAR projekt keretében fedezték fel 1999. június 9-én.